# Epílogo-Naringólogo Tour 2011
Epílogo-Naringólogo Tour 2011 fue una gira realizada por el grupo de música español Mägo de Oz en 2011. Se convirtió en la última de José Andrea como cantante de la formación. Inicialmente concebida como una gira basada únicamente en la Trilogía Gaia, la noticia del adiós del vocalista y el lanzamiento del disco recopilatorio Love and Oz hizo que los últimos conciertos de la gira tuviera un marcado carácter de despedida, lo que varió el repertorio de canciones para incluir más clásicos de la banda.

## Repertorio original
1. Intro: Madre Tierra
2. Gaia
3. Vodka 'n' roll
4. El poema de la lluvia triste
5. Hazme un sitio entre tu piel
6. Para que no muera de frío una canción, llénala de rock 'n' roll
7. El atrapasueños
8. Aquelarre
9. Que el viento sople a tu favor
10. Sueños diabólicos
11. Desde mi cielo
12. Epílogo + Alma
13. Puedes contar conmigo
14. Diábulus in música
15. La costa del silencio
16. La posada de los muertos
17. La venganza de Gaia
18. La rosa de los vientos
19. Fiesta pagana
20. Molinos de viento

## Repertorio en los últimos conciertos
1. Intro: La gazza ladra
2. Satania
3. Maritornes
4. La santa compaña
5. Vodka 'n' roll
6. Aquelarre
7. Jesús de Chamberí
8. Epílogo + Alma
9. La rosa de los vientos
10. Sueños diabólicos
11. El poema de la lluvia triste
12. Diábulus in música
13. Desde mi cielo
14. La leyenda de la Mancha (Voz: Patricia Tapia)
15. Hasta que el cuerpo aguante
16. Gaia
17. Pensando en ti
18. La costa del silencio
19. Molinos de viento
20. Fiesta pagana

## Fechas de la gira
La gira se desarrolló, entre otros, en los siguientes lugares y países:
| Fecha                   | Ciudad                | País     | Lugar                |
| ----------------------- | --------------------- | -------- | -------------------- |
| Península Ibérica       |                       |          |                      |
| 28 de mayo de 2011      | Sagunto               | España   |                      |
| 11 de junio de 2011     | Guardo                | España   |                      |
| 19 de junio de 2011     | Torrejón de Ardoz     | España   |                      |
| 25 de junio de 2011     | Cornellá de Llobregat | España   |                      |
| 8 de julio de 2011      | Pamplona              | España   | Plaza de los Fueros  |
| 30 de diciembre de 2011 | Madrid                | España   | Sala La Riviera      |
| 15 de julio de 2011     | Faro                  | Portugal |                      |
| América                 |                       |          |                      |
| 19 de noviembre de 2011 | Arequipa              | Perú     |                      |
| 13 de diciembre de 2011 | Cholula               | México   | Pirámides de Cholula |